# Amstel Gold Race 1987
La 22ª edición de la Amstel Gold Race se disputó el 25 de abril de 1987 en la provincia de Limburg (Países Bajos). La carrera constó de una longitud total de 242 km, entre Heerlen y Meerssen.
El vencedor fue el holandés Joop Zoetemelk (Superconflex) fue el vencedor de esta edición al imponerse en solitario en la meta de Meerssen. El también holandés Steven Rooks (PDM) y el inglés Malcolm Elliott (ANC-Halfords) fueron segundo y tercero respectivamente. 

## Clasificación final
| Pos. | Ciclista          | Equipo       | Tiempo     |
| ---- | ----------------- | ------------ | ---------- |
| 1    | Joop Zoetemelk    | Superconflex | 6h 12' 51" |
| 2    | Steven Rooks      | PDM          | + 30"      |
| 3    | Malcolm Elliott   | ANC-Halfords | + 32"      |
| 4    | Teun van Vliet    | Panasonic    | + 34"      |
| 5    | Bruno Cornillet   | Hitachi      | + 40"      |
| 6    | Phil Anderson     | Panasonic    | + 1' 34"   |
| 7    | Eddy Planckaert   | Panasonic    | + 1' 37"   |
| 8    | Nico Verhoeven    | Superconflex | m. t.      |
| 9    | Adri van der Poel | PDM          | m. t.      |
| 10   | Theo de Rooij     | Toshiba      | + 1' 41"   |